# The Finale (episodio de The Amazing World of Gumball)
The Finale (El final en Hispanoamérica y El gran final en España) es el cuadragésimo y último episodio de la segunda temporada de The Amazing World of Gumball. Es el episodio número 76 de la serie, en general. En este episodio, la Familia Watterson descubre que sus acciones pasadas tienen consecuencias. El episodio se estrenó el 3 de diciembre del 2013 en Estados Unidos. A pesar del título este no es el último episodio de la serie, sino que parodia ciertas convenciones de ese tipo de capítulos finales.

## Sinopsis
La Familia Watterson está viendo su álbum familiar en casa, recordando varios de los desastres que ocasionaron en todo Elmore (específicamente, desastres del episodio "The Responsible" y de "The Mustache"). De repente, alguien toca la puerta, por lo cual Richard le abre, y descubre que es la Sra Jötunheim. Ella le confirma que él y su familia deben pagar por los daños ocasionados en Elmore cuando su hijo Héctor se alocó por culpa de Gumball y Darwin (sucedido en "The Colossus"). Tras que la Sra. Jötunheim se despide, llega el Director Nigel Brown y le afirma a la familia que Darwin y Gumball deben reiniciar sus estudios desde la guardería. Tras que él se va, Richard es amenazado por la policía de ir a prisión por no pagar sus multas de conducción temeraria (impuestas en "The Car", "The Helmet", "The End", y "The Bumpkin"). En total, la Familia debe pagar $800.000 dólares para cobrar la factura por valor, o de lo contrario, perderán su hogar. Anais se da cuenta de que sus actos pasados están generando consecuencias negativas, pero Richard, Gumball, y Darwin huyen de la casa.
El trío decide conseguir dinero y acabar con sus tareas escolares ese mismo día. Richard roba un autobús y lo termina estrellando en la casa de la Familia Fitzgerald, por lo cual termina enfrentándose al Sr. Patrick Fitzgerald, un viejo enemigo suyo. Tras fallar el plan A, el trío decide estafar a los padres de los estudiantes de la Secundaria Elmore, para que estos les den dinero por una escuela inexistente. Pero también fallan, y la policía empieza a perseguirlos.
Durante todo ese tiempo, Nicole y Anais piden ayuda a la Mujer Pastelillo en el Departamento de Justicia, pero está les notifica que tendrán que pedir disculpas a todo Elmore, puesto que han presentado cargos contra los Watterson por muchos eventos desastrosos (ocurridos en "Christmas" y en "The Watch"). Pero Anais y Nicole huyen de allí con unos archivos. 
El dúo trata de pedirle disculpas a Larry Needlemeyer, pero esto les dice que por culpa de ellos, su novia Karen se asustó, y que por eso, ha presentado una orden de restricción, por lo cual, furiosa, Nicole destruye la entrada de la tienda en la que se encuentran, para obligar a Needlemeyer a aceptar sus disculpas. Pero la policía termina deteniéndolas.
Cuando ya los Watterson se encuentran en la cárcel, Anais llega a la conclusión de que todo acabó, pero Gumball dice que no, por lo cual insulta a un preso, haciendo que este destruya una pared de la celda con Richard, y de ese modo, deciden empeorar las cosas, para solucionar sus problemas.
Darwin y Gumball llegan a la Secundaria Elmore, y encierran al Sr. Pequeño/Small en una carta y lo envían al país más diminuto del mundo (esto es debido a los eventos de "The Sock"). Mientras tanto, Nicole provoca a Héctor con muchos insultos sobre la su madre (la Sra. Jötunheim), haciendo que Héctor destruya medio Elmore. Durante ese tiempo, Richard y Anais liberan a Kenneth de un frasco (ya que lo encerraron tras la destrucción provocada en "The Microwave"), por lo cual este empieza a pelear con Héctor, ocasionando más caos y destrucción en Elmore.
Sin embargo, Gumball y Darwin son rodeados por los Ancianos (debido a lo ocurrido en "The Watch"). Afortunadamente, Nicole y Anais llegan en un scooter, y los sacan de ahí mientras que el cuarteto es perseguido por los Ancianos.
Ya enfurecidos, medio Elmore acorrala a los Watterson en su casa, haciendo que estos no tengan escapatoria, de modo que Gumball, rompiendo la cuarta pared, dice "La única manera de salvarnos, es que la realidad sea alterada mediante un dispositivo mágico", terminado el episodio.

## Reparto de voces
- Logan Grove - Gumball Tristopher Watterson
- Kwesi Boakye - Darwin Raglan Caspian Ahab Poseidon Nicodemius Watterson III
- Kyla Rae Kowalewski - Anais Watterson
- Dan Russell - Richard Watterson, Oficial Dona, Gary Hedges, Sr. Patrick Fitzgerald, Hamburguesa Alegre, las Papas Francesas, Hombre de Construcción, Marvin "Bert" Finklehimer
- Teresa Gallagher - Nicole Watterson, Penny Fitzgerald, Hermana de Penny, Siciliana Pepperoni
- Sandra Searles Dickinson -  Sra. Jötunheim, Mujer Pastelillo
- Kerry Shale -  Héctor Jötunheim, Larry Needlemeyer, Sr. Harold Wilson, Leslie, Boberto, Frank, Hombre de Construcción
- Steve Furst - Director Nigel Brown
- Adam Long - Sr. Steve Pequeño/Sr. Steve Small
- Hugo Harold-Harrison - Diario Empleado/Sr. Chanax, Juke, Tobías Wilson, Bean, Chico Bomba, Sr. Pepperoni, Rob, Neck Beard
- Jessica McDonald - Carrie Kruguer, Masami Yoshida, Sarah G. Lato
- Alix Wilton Regan - Carmen, Mujer Hexágono
- Maria Teresa Creasey - Sra. Fitzgerald
- Stefan Ashton Frank - Hombre de Construcción
- James Gower - Guardias Naranjas
- Brian Blessed - Santa Claus